# Cañada de Damián
Cañada de Damián är en ort i Mexiko.   Den ligger i kommunen Silao de la Victoria och delstaten Guanajuato, i den centrala delen av landet, 280 km nordväst om huvudstaden Mexico City. Cañada de Damián ligger 1 812 meter över havet och antalet invånare är 111.
Terrängen runt Cañada de Damián är lite kuperad. Runt Cañada de Damián är det tätbefolkat, med 356 invånare per kvadratkilometer. Närmaste större samhälle är Guanajuato, 16,2 km nordost om Cañada de Damián. Trakten runt Cañada de Damián består till största delen av jordbruksmark.